# Garaši
Garaši (cyr. Гараши) – wieś w Serbii, w okręgu szumadijskim, w gminie Aranđelovac. W 2011 roku liczyła 482 mieszkańców.